# Бычок-ротан
Бычок-ротан (лат. Ponticola ratan) — рыба из семейства бычковых.

## Описание
Длина тела до 20 см, обычно до 10 см; масса до 125 г, обычно до 90-100 г. Продолжительность жизни до 4-5 лет. Тело удлиненное, высокое, уплощенное с боков. Голова высокая, сильно сжата с боков (высота равна или несколько больше ширины), рыло и щеки не выпуклые. Рот большой, конечный, несколько скошенный, его уголки под зрачком глаза. Верхняя губа очень узкая, везде с одинаковой шириной. Брюшной диск достигает анального отверстия или заходит за него. Плавательный пузырь отсутствует. Общий фон окраски буровато-серый или тёмно-коричневый с несколькими размытыми светлыми пятнами на боках, брюхо серое. Вдоль верхнего края первого спинного плавника проходит довольно широкая жёлтая или оранжевая кайма, под которой обычно заметна тёмная пятнышко. Во время размножения самцы приобретают чёрный цвет.

## Ареал
Чёрное, Азовское, Каспийское моря.
Встречается вдоль побережья северо-западной части Чёрного моря (остров Змеиный и от Одесского залива до Каркинитского залива), Крыма (от Карадага до Керчи), а также в лиманах Березанском, Бугском, где отмечен в низовьях Южного Буга, Днепровском лимане, из которого входит в низовья Днепра (в Каховском водохранилище образовал локальную форму) и в районе Керченского пролива, и вдоль юго-западного (мыс Казантип) и северного (Молочный лиман, Бердянская коса) берегов Азовского моря.

## Биология
Морская донная жилая рыба прибрежных вод, встречающаяся также в лиманах и низовьях рек. Держится как у берегов, так и концентрируется на так называемых банках. Весной подходит на мелководье, часто почти до уреза воды, для нереста, после которого откочевывает от берегов на расстояние 100—150 м (до 15 км) на нагул, а при похолодании на зимовку. Половой зрелости достигает в возрасте двух лет при длине тела около 7 см и массе около 8 г. Размножение со второй половины апреля, возможно ещё с конца марта. Нерест порционный проходит среди камней и скал прибрежного мелководья. Самец активно охраняет гнездо. Молодь питается донными ракообразными, червями, молодью бычков и постепенно переходит на более крупную добычу. Взрослые рыбы поедают преимущественно бокоплавов, молодь крабов, креветок, частично моллюсков и мелких рыб, в том числе и других видов бычков.